# Nick Fletcher (muzikant)
Nick Fletcher (Sheffield, 1960) is een Brits gitarist.
Fletcher leerde op zijn twaalfde de gitaar te bespelen aan de hand van de “meestergitaristen” uit de progressieve rock. Voorbeelden voor hem zijn Steve Hackett, Steve Howe en Jan Akkerman. Dat zijn klassiek geschoolde gitaristen, die de rockmuziek kozen als beroep. Uit de echte klassieke muziek werd Andrés Segovia zijn grote voorbeeld door het zien van een documentaire over hem, later kwamen daar jazzgitaristen bij zoals Ralph Towner en Bill Connors. Zelf doorliep Fletcher drie jaar de Huddersfield School of Music. Daarna heeft het een haar gescheeld of hij was medelid geworden van Iona. Daarop volgden Staircase en Trivial Pursuit. Hij wilde echter soloartiest worden.

## Discografie
- 1994: Come Holy Spirit
- 1994: Soften my heart
- 2005: No strings attached
- 2006: Chords of grace
- 2007: The breaking of the dawn
- 2007: Six string hymes
- 2009: Cathedral of dreams
- 2012: Shadow lands
- 2013: Overnight snow
- 2014: A moment of stars
- 2021: Cycles of behaviour